# مرداب

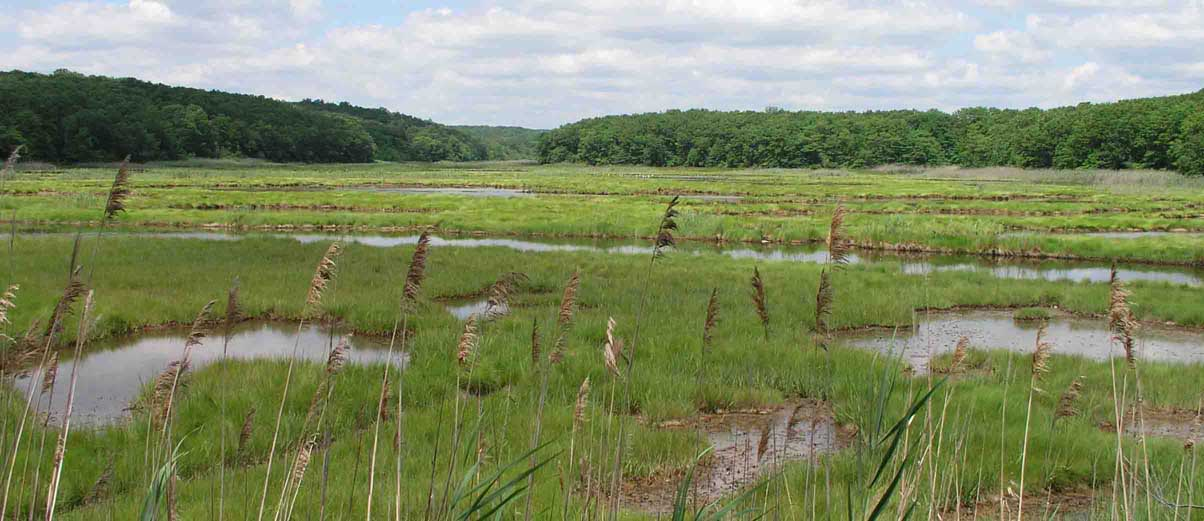
ماندابی در برایدبروک

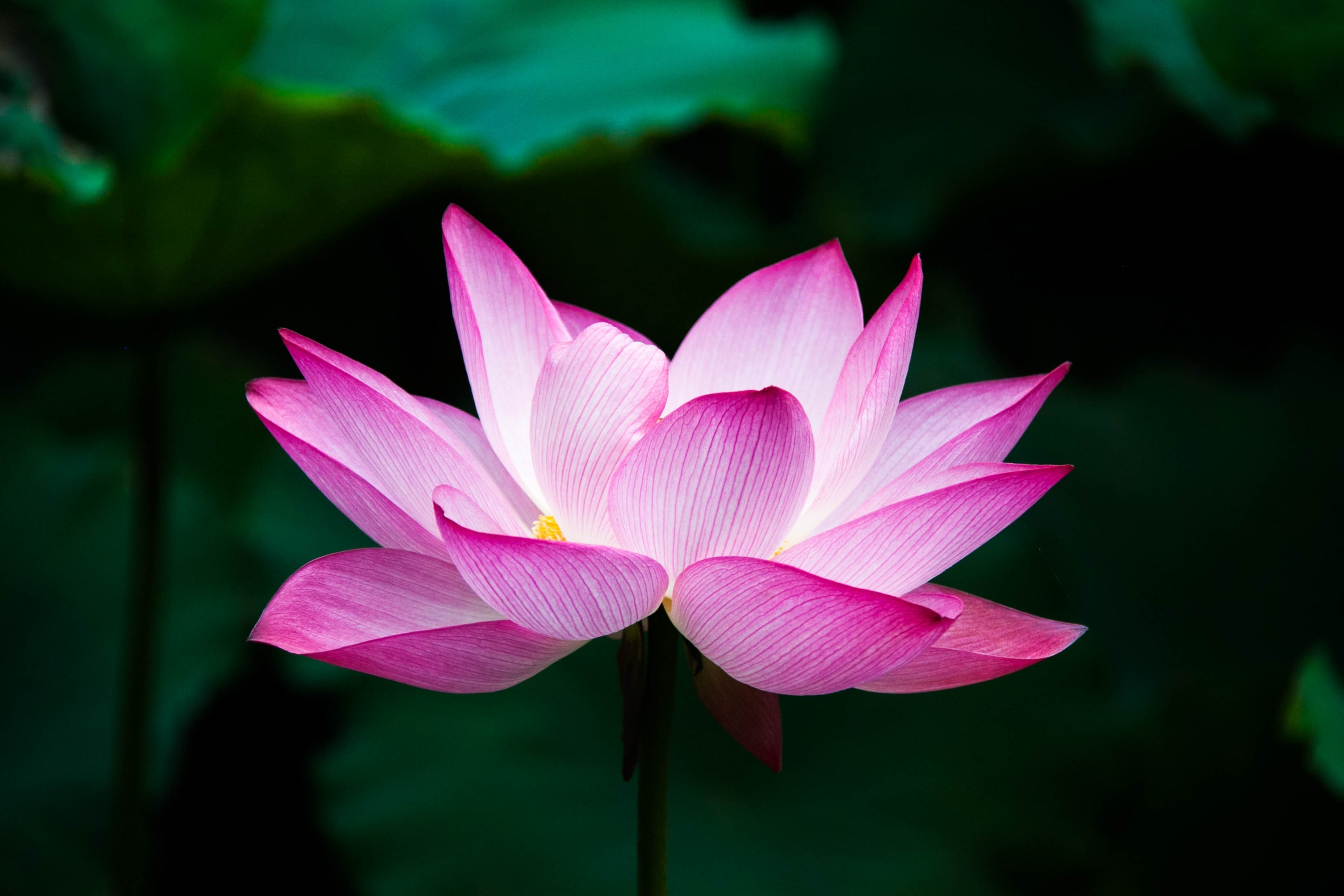
گُل نیلوفر آبی در میان مرداب رشد می‌کند.

مُرداب، مانداب یا هور به جایی در طبیعت می‌گویند که آب در آن مانده و گیاهان کوتاه بیشتر از جنس علف و نی بر آن روییده باشد.
مانداب گونه‌ای تالاب به‌شمار می‌آید.
مرداب‌ها را اغلب می‌توان در لبه‌های دریاچه‌ها و جویبارها یافت، جایی که آنها اتصال بین اکوسیستم‌های آبی و زمینی را تشکیل می‌دهند. مرداب‌ها غالباً پوشیده از علف‌ها، راش‌ها یا نیزارها هستند. در صورتیکه گیاهانی دارای بافت چوبی نیز وجود داشته باشند، معمولاً درختچه‌هایی با رشد کم هستند و بعضا به آنها کریر می‌گویند. این شکل از پوشش گیاهی همان چیزی است که مرداب‌ها را از سایر انواع تالاب‌ها که وجود درختان در آن وجه غالب را دارند متمایز میکند.

## واژه
لغت‌نامه دهخدا
مرداب . [ م ُ ] (اِ مرکب ) برکه و آبگیر عمیق و پر عرض و طول . (جهانگیری ). تالاب و استخر و آبگیر عمیق و پر عرض و طول .(برهان قاطع). غالباً در آب غیر روان استعمال می‌شود که ایستاده است و حرکت نمی‌کند برخلاف آب رود که جنبش و رفتار دارد. (انجمن آرا). آب ایستاده ٔ غیر جاری و ناروان خلیج . (ناظم الاطباء). آب راکد و ساکنی که نه چون رودخانه جریان داشته باشد و نه چون دریا موج ؛ و اغلب بر خلیج‌های بسیار کوچکی گفته می‌شود که از پیش رفتگی آب دریا در خشکی حاصل شده باشد و پناهگاه بی تموج و آرامی است برای قایق‌ها و کشتی‌های کوچک، مثل مرداب غازیان و مرداب انزلی یا به آبگیر وسیعی گفته شود که از تجمع آب رودخانه حاصل شده‌است چون مرداب گاوخونی. پیش رفتگی کوچک دریا در خشکی. (لغات فرهنگستان).

## بررسی
مرداب‌ها،‌ مناطق مرطوب گرمی هستند که سرشار از هم زندگی گیاهی و هم زندگی جانوری هستند. زمین پرآب مرداب‌ها اغلب به میزان زیادی با درختانی شبیه به سرو پوشیده شده. بعضی از جانوران داخل آب با اکسیژن اندک مرداب کنار می آیند و در آن زندگی می کنند (بعضی از ماهی ها، ماهی خاردار، میگو، بچه قورباغه، لارو حشره و غیره). بعضی از جانوران هم در سطح آب مرداب زندگی می کنند (مثل تمساح). بعضی از جانوران بالای آب زندگی می کنند (مثل پرندگان ، حشرات ، قورباغه‌ها و غیره) و جانوران دیگری هم در زمین نرم و اسفنجی مانندی که باتلاق را احاطه کرده زندگی می‌کنند (مثل راکون،‌ آهو، کرم خاکی و غیره).
بعضی از جانورانی که در محیط مرداب‌ها زندگی می‌کنند عبارتند از: تمساح، کروکودیل، نوعی مار، عقاب سرسفید، سگ آبی، خرس قهوه‌ای، نوعی گربه وحشی، مرغ ماهی‌خوار، کپیبارا (بزرگ‌ترین جونده جهان)، کپپود (نوعی سخت پوست)، ماهی خاردار، نوعی دارکوب، سنجاقک، کرم خاکی، ماهی، فلامینگو، قورباغه، نوعی سمندر، عنکبوت آبی، راکون، باز دم‌سرخ، گرگ قرمز، سمور رودخانه، عقرب، میگو، حلزون، نوعی لاک پشت، آهوی دم‌سفید و زؤپلانکتون.

### انواع
- درخت مرداب

## نگارخانه

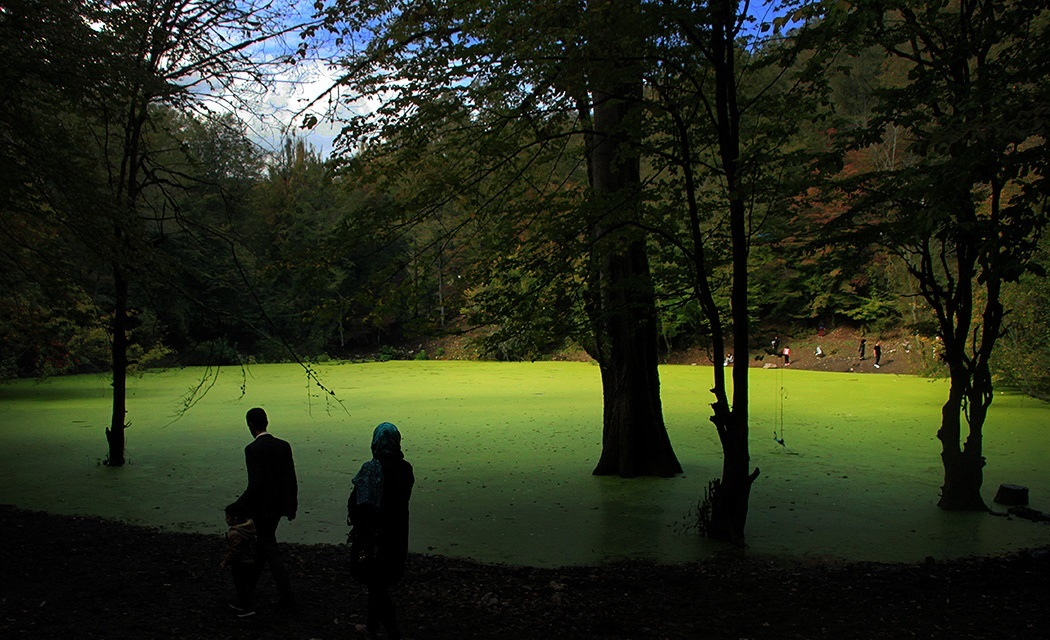
مرداب هسل در شهرستان چالوس
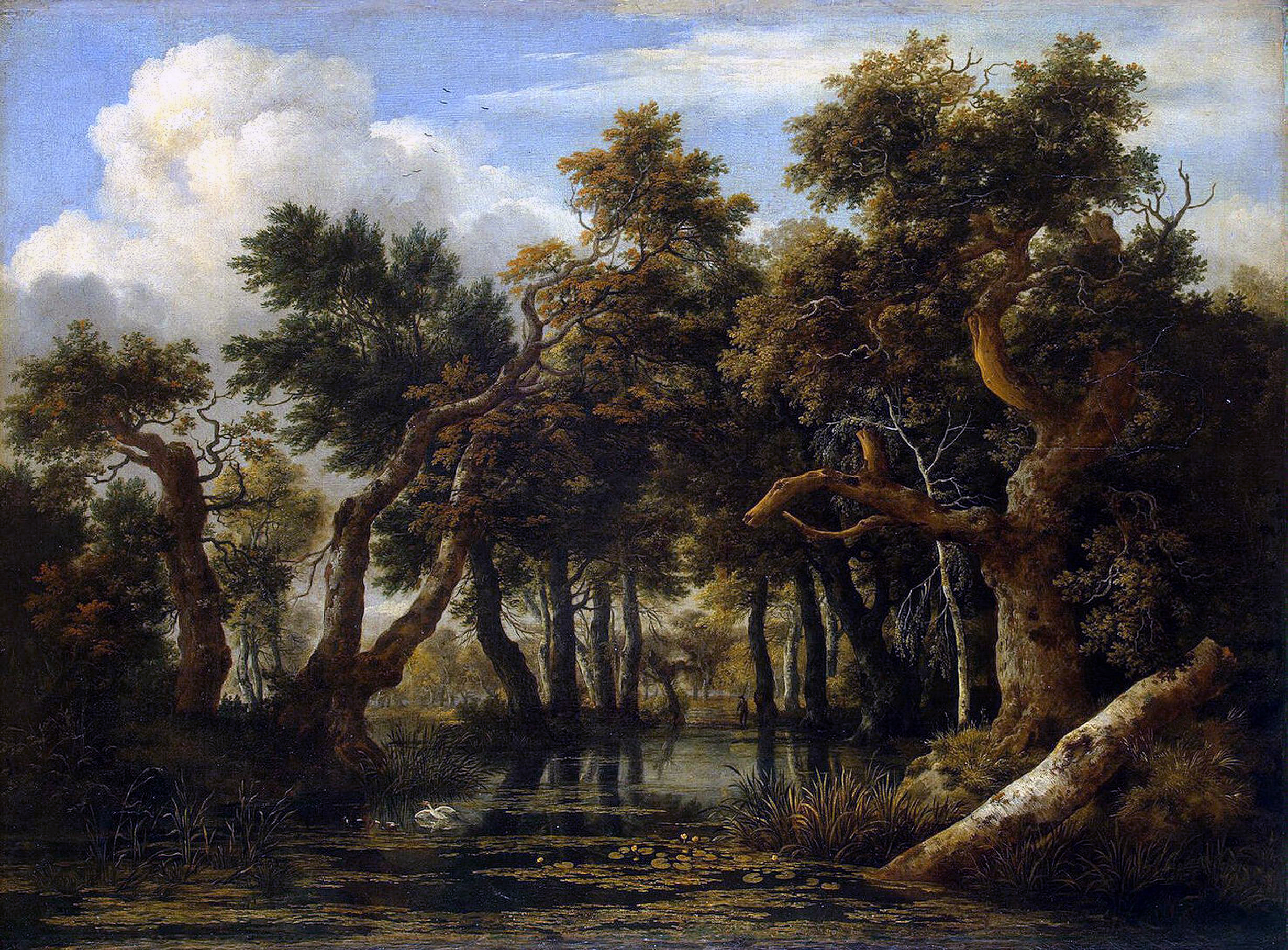
مرداب چوبی اثر یاکوب وان روئیزدال
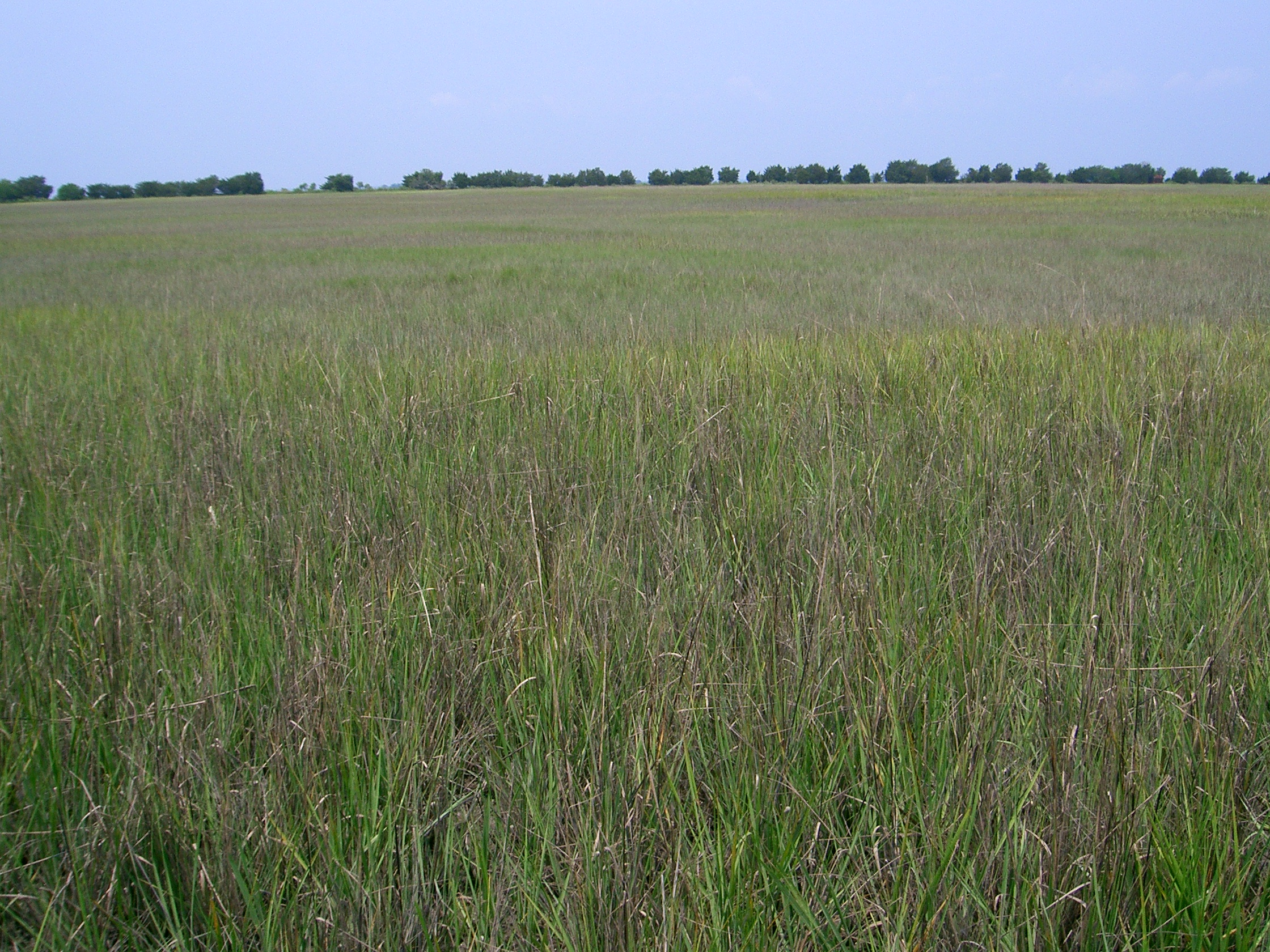
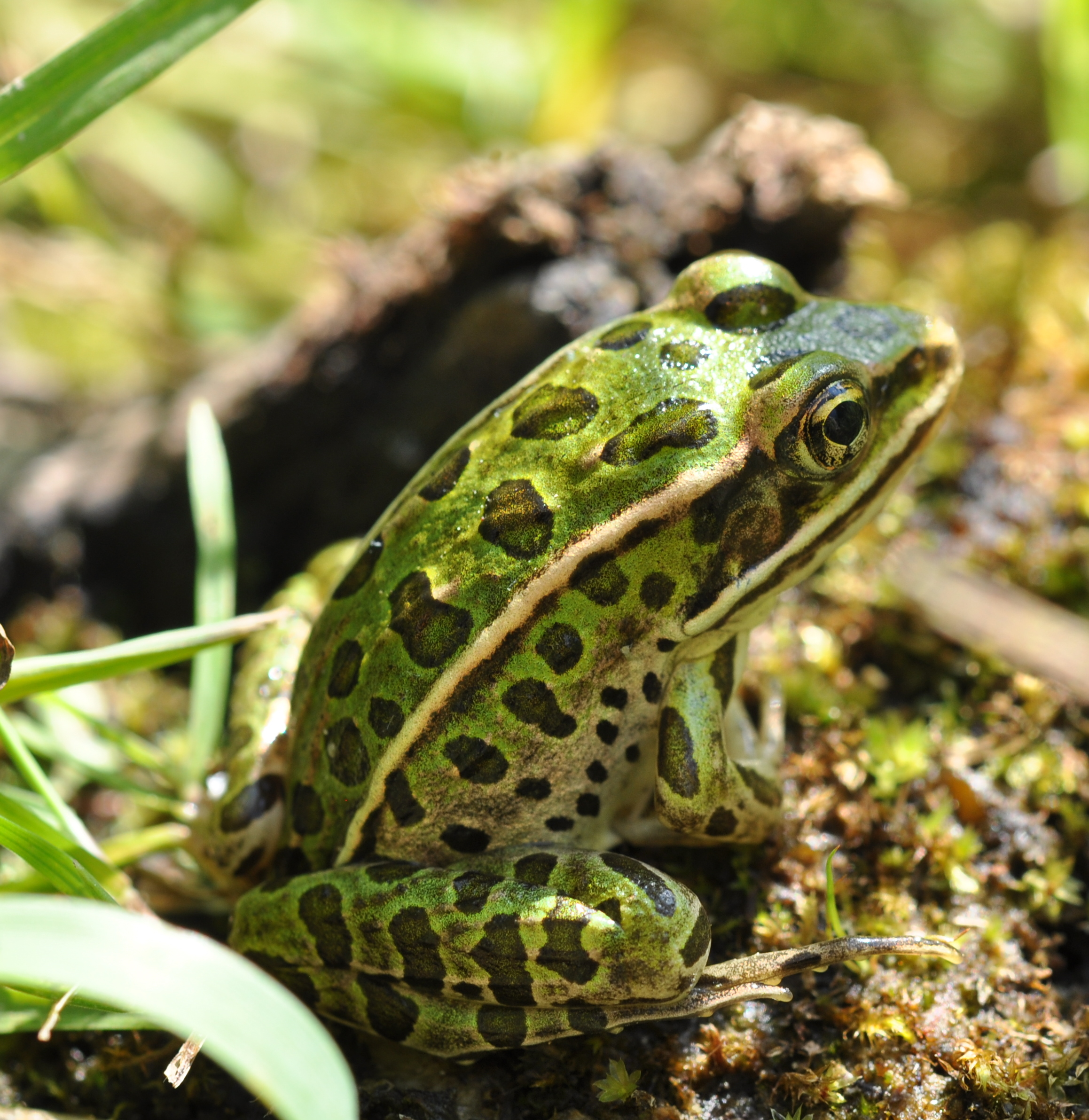
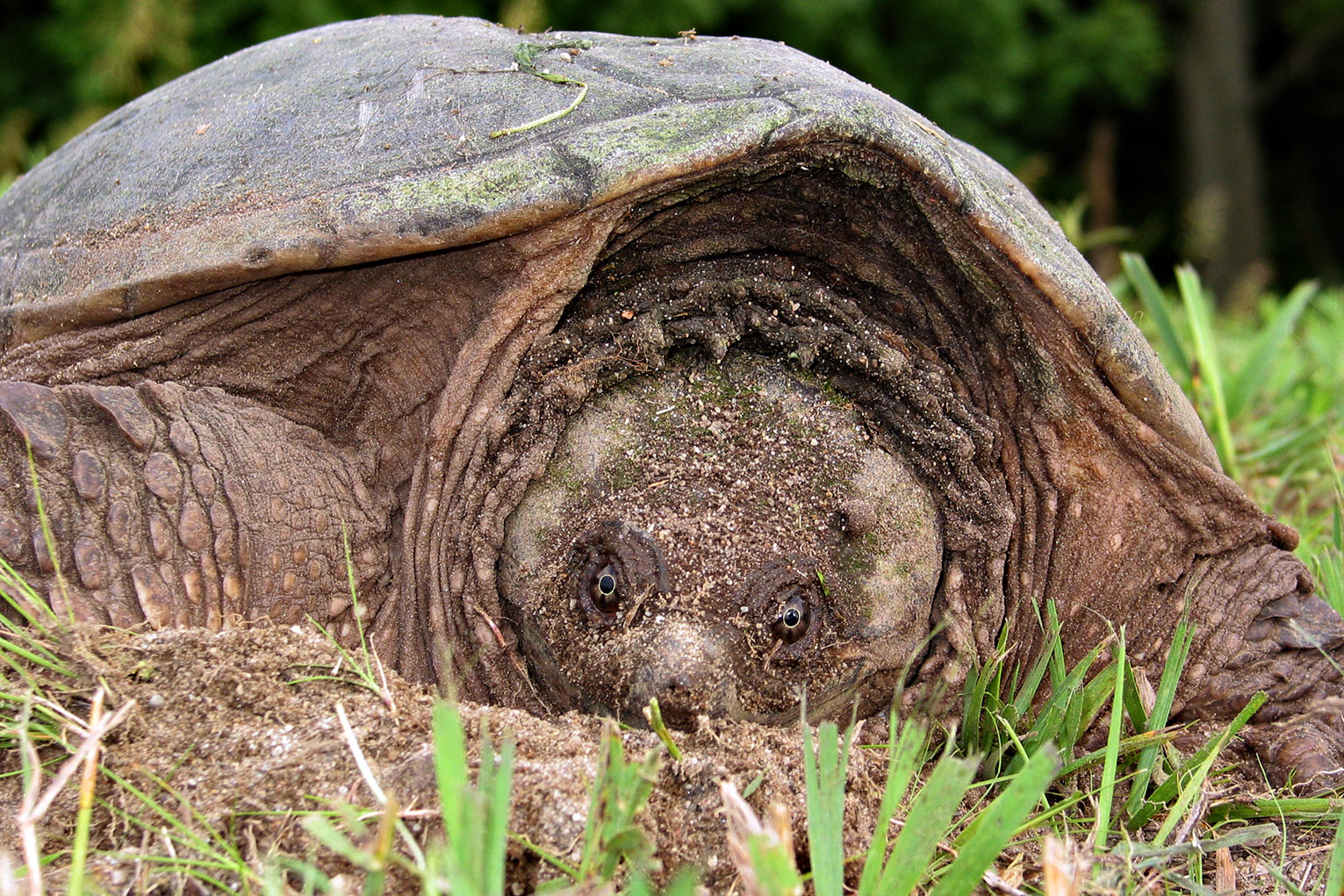
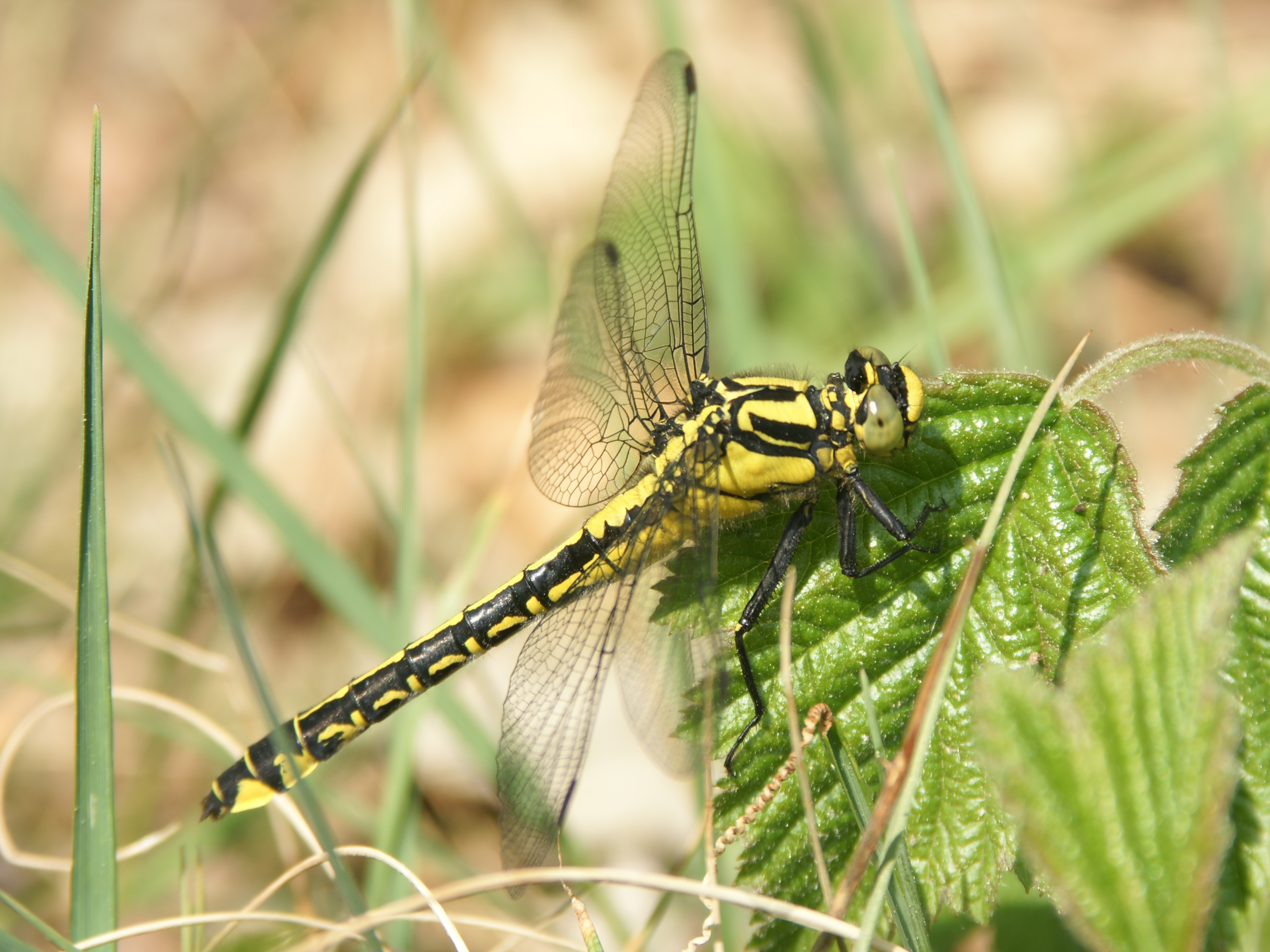